# Noticastrum argentinense
Noticastrum argentinense là một loài thực vật có hoa trong họ Cúc. Loài này được (Cabrera) Cuatrec. mô tả khoa học đầu tiên năm 1973.